# ميوكي (مانغا)
ميوكي هي سلسلة مانغا يابانية من تأليف ورسم ميتسورو أداتشي. نشرت من قبل شوغاكوكان في الفترة من 1980 حتى 1984. تم تحويل السلسلة لفيلم و مسلسل أنمي وفي عام 1982 حصلت على جائزة شوغاكوكان للمانغا في فئة الشونن والشوجو.